# 石山駅
石山駅（いしやまえき）は、滋賀県大津市粟津町（あわづちょう）にある、西日本旅客鉄道（JR西日本）・日本貨物鉄道（JR貨物）東海道本線の駅である。「琵琶湖線」の愛称区間に含まれている。駅番号はJR-A27。
本稿では、同地にある京阪電気鉄道石山坂本線の京阪石山駅（けいはんいしやまえき、駅番号はOT03）についても扱う。
大津市南部の拠点である。瀬田川橋梁のすぐ西側に位置しており、工場も多い。定期客が多く通勤や通学での利用が盛んである。

## 歴史

### 国鉄→JR西日本
1889年（明治22年）に東海道線が敷設されたが、石山駅はのちの1903年（明治36年）に開設された。位置は旧膳所町にあたるが、石山駅の名称は石山寺への入口を意識したものと考えられる。
開業当初は広い平野の中に小さな駅舎があるのみで、乗降客は少なかった。次第に駅前に茶店や運送店が開店するようになったが、本格的に駅が発展するようになったのは旭絹織（旭ベンベルグ絹絲を経て、現在の旭化成）や東洋レーヨン（現在の東レ）などの工場が操業した大正末期からである。1928年（昭和3年）12月から駅舎の改築補修や駅前の区画整理が行われ、1929年（昭和4年）4月1日に竣工した。この駅舎は木骨コンクリート製で洋風の建築であり、当時は横浜駅・金沢駅でしか導入されていなかった1人ずつ処理する方式の出札口が導入された。
石山駅の存在が東レなど工場が立地するきっかけとなり、東海道本線や草津線の広い範囲で労働力を求めることができるようになった。また、工場内への専用線を設置することで、原材料の入荷や製品の出荷に利便が図られた。第二次世界大戦後はさらに多くの企業が進出し、駅周辺が工業の町となり、石山駅を利用する貨客の数は本格的に増加した。なお、石山駅には上下線で工場への専用線があったが、既に廃止されている。
1965年（昭和40年）から1970年（昭和45年）にかけて東海道本線草津 - 京都間で複々線化工事が施工された。この工事は日本万国博覧会が始まる1970年（昭和45年）5月に間に合うよう施工され、同年3月9日に複々線に切換られた。石山駅では駅舎の改築や駅北口の新設、駅前広場の新設・整備が関連工事で行われた。石山駅構内の土木工事は前田建設工業が担当。貨物用の待避線が上下線で設置されたほか、ホーム3面だったのを改良して2面4線のホームになった。これらの工事が石山駅周辺に平和堂石山店（現在の平和堂石山）や西友石山店（現存しない）が出店するきっかけとなる。

#### 年表
- 1903年（明治36年）4月1日：官設鉄道東海道線（1909年より東海道本線）の草津駅 - 馬場駅（現在の膳所駅）間に新設開業[5][14]。旅客扱いのみ[14]。
- 1908年（明治41年）3月15日：貨物の取り扱いを開始[14]。
- 1912年（大正元年）4月1日：跨線橋が設置される[5]。
- 1929年（昭和4年）4月1日：駅舎が改築され、平屋の駅舎が使用開始になる[5]。
- 1930年（昭和5年）4月25日：東海道線石山駅急行列車脱線転覆事故が発生（後述）。
- 1956年（昭和31年）11月19日：東海道本線が電化する[5]。
- 1970年（昭和45年）
  - 2月10日：橋上駅になる[5]。
  - 3月9日：京都 - 草津間が複々線化する[5]。
  - 3月12日：切符の自動販売が開始される[5]。
  - 4月17日：北口の使用開始[5]。
- 1987年（昭和62年）4月1日：国鉄分割民営化により、西日本旅客鉄道（JR西日本）・日本貨物鉄道（JR貨物）の駅となる[14]。
- 1988年（昭和63年）3月13日：路線愛称の制定により、「琵琶湖線」の愛称を使用開始。
- 1998年（平成10年）3月7日：自動改札機を設置し、供用開始[15]。
- 2002年（平成14年）7月29日：JR京都・神戸線運行管理システム導入[16]。
- 2003年（平成15年）11月1日：ICカード「ICOCA」の利用が可能となる。
- 2005年（平成17年）2月5日：エレベーター、エスカレーターが使用開始。京都・大阪方面下りホームの上屋を延長。
- 2007年（平成19年）3月18日：貨物列車の設定が廃止される。駅自動放送を更新。
- 2015年（平成27年）3月12日：入線警告音の見直しに伴い、接近メロディ導入[17]。
- 2018年（平成30年）3月17日：駅ナンバリングが導入され、使用を開始する。
- 2024年（令和6年）11月30日：みどりの窓口の営業を終了[18]。

#### 東海道線石山駅急行列車脱線転覆事故
1930年（昭和5年）4月25日 、東京発下関行き急行第5列車（14両編成、牽引機C53 30(国鉄C53形蒸気機関車）、乗客約650名）が石山駅に差し掛かり下り本線から中線へのポイントを通過時に脱線転覆し、13名が重軽傷を負った。石山駅はカーブになっており、普段は通らない中線への渡り線も急角度で、そこに遅れを取り戻すため高速で進入した事が原因とされた。木造客車ならば1926年（大正15年）9月23日の山陽本線特急列車脱線事故のように粉砕していた所だが、半鋼製客車だったため被害は少なく済んだ。機関士は100円の罰金刑を受けた。この事故で東京のある新聞が「急行列車脱線転覆、死傷者多数」の号外を出したが、結局誤報となってしまい、物笑いになってしまった。

この事故を受けて、山陽本線河内駅構内の配線と速度制限の調査が行われ、誤ったポイント付け替え工事がされた事が、9ヶ月後の山陽線急行列車脱線事故の原因となったという。

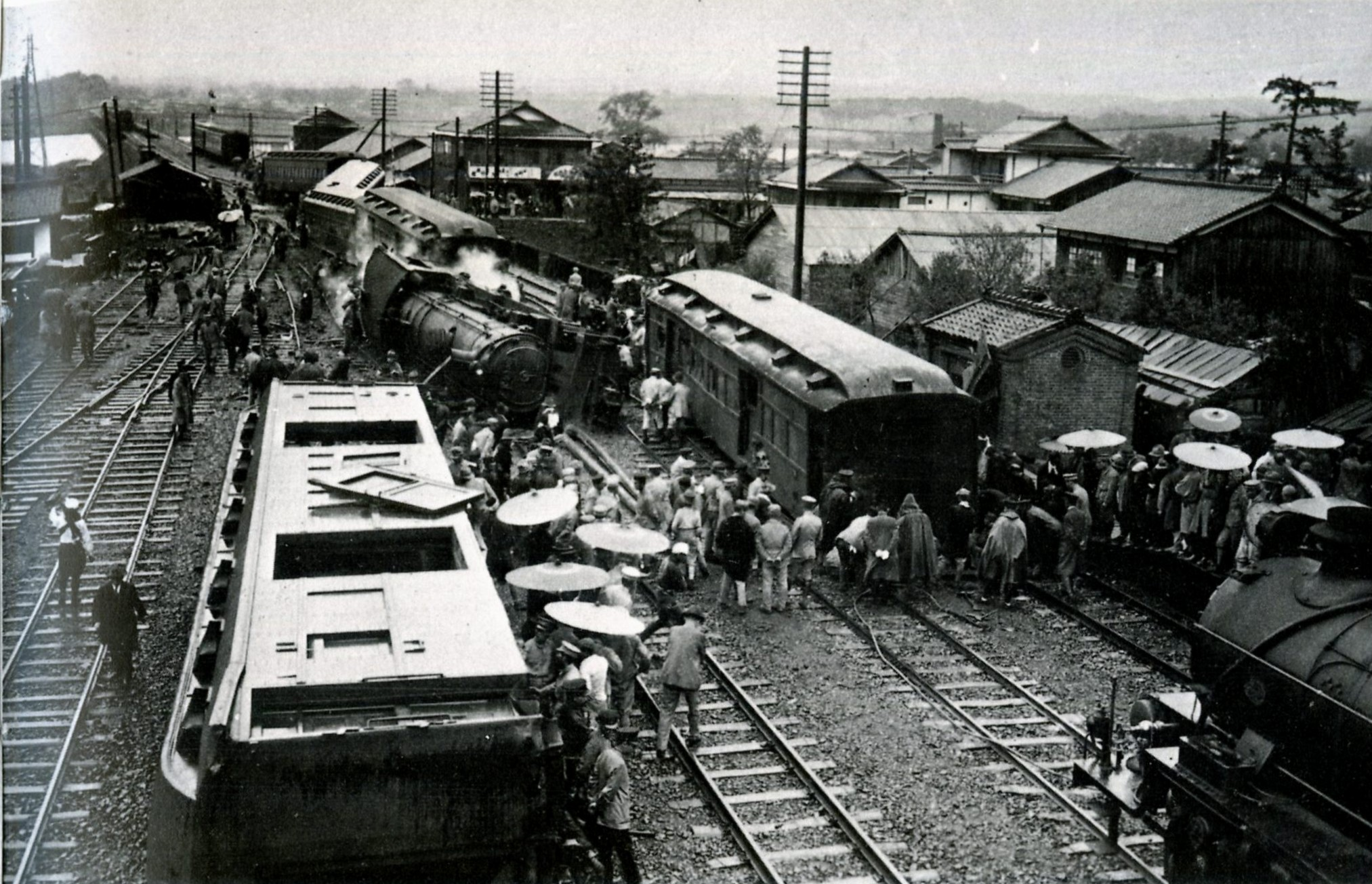
脱線転覆事故の現場（石山駅から草津方）

### 京阪電気鉄道

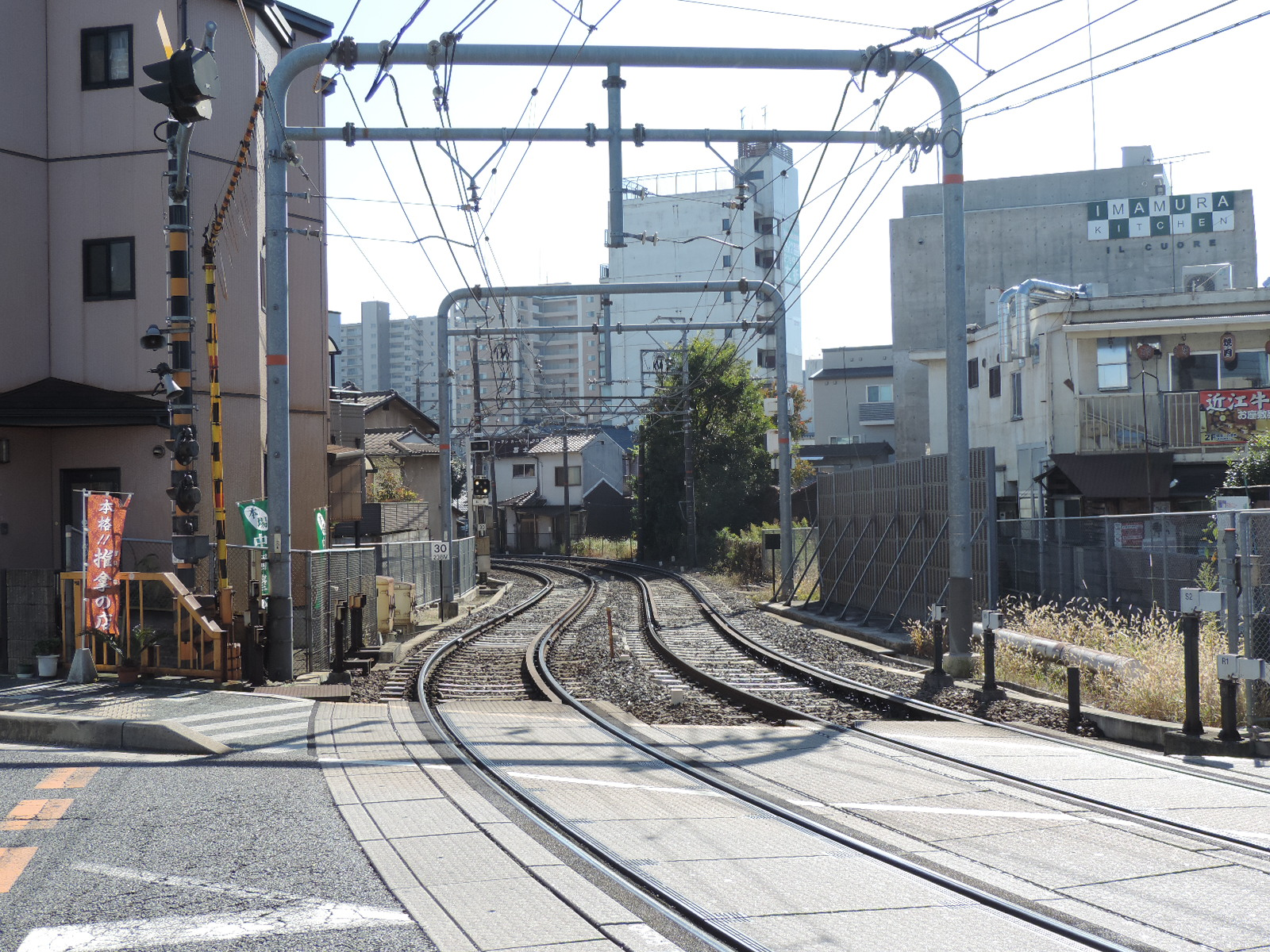
移転前に京阪石山駅があった場所（2017年11月）

#### 年表
- 1914年（大正3年）
  - 1月12日：大津電車軌道別保（現・粟津） - 当停留場間開業時に石山駅前駅（いしやまえきまええき）として開業。開業5日間のみ終点だった。
  - 1月17日：唐橋前駅まで延伸され、途中駅となる。
- 1927年（昭和2年）1月21日：会社合併により琵琶湖鉄道汽船の停留場となる。
- 1929年（昭和4年）4月11日：会社合併により京阪電気鉄道石山坂本線の停留場となる。
- 1943年（昭和18年）10月1日：会社合併により京阪神急行電鉄（現・阪急電鉄）の停留場となる。
- 1949年（昭和24年）12月1日：会社分離により、京阪電気鉄道の停留場となる。
- 1950年（昭和25年）3月2日：ホーム延伸。
- 1953年（昭和28年）4月1日：京阪石山駅（けいはんいしやまえき）に改称。
- 1959年（昭和34年）1月15日：ホーム屋根を改築。
- 2005年（平成17年）
  - 3月31日：石山駅横に移転。2面2線相対式ホームから1面2線島式ホームに変更、自動改札化。
  - 4月18日：定期券発売所を開設。

## 駅構造

### JR西日本（石山駅）

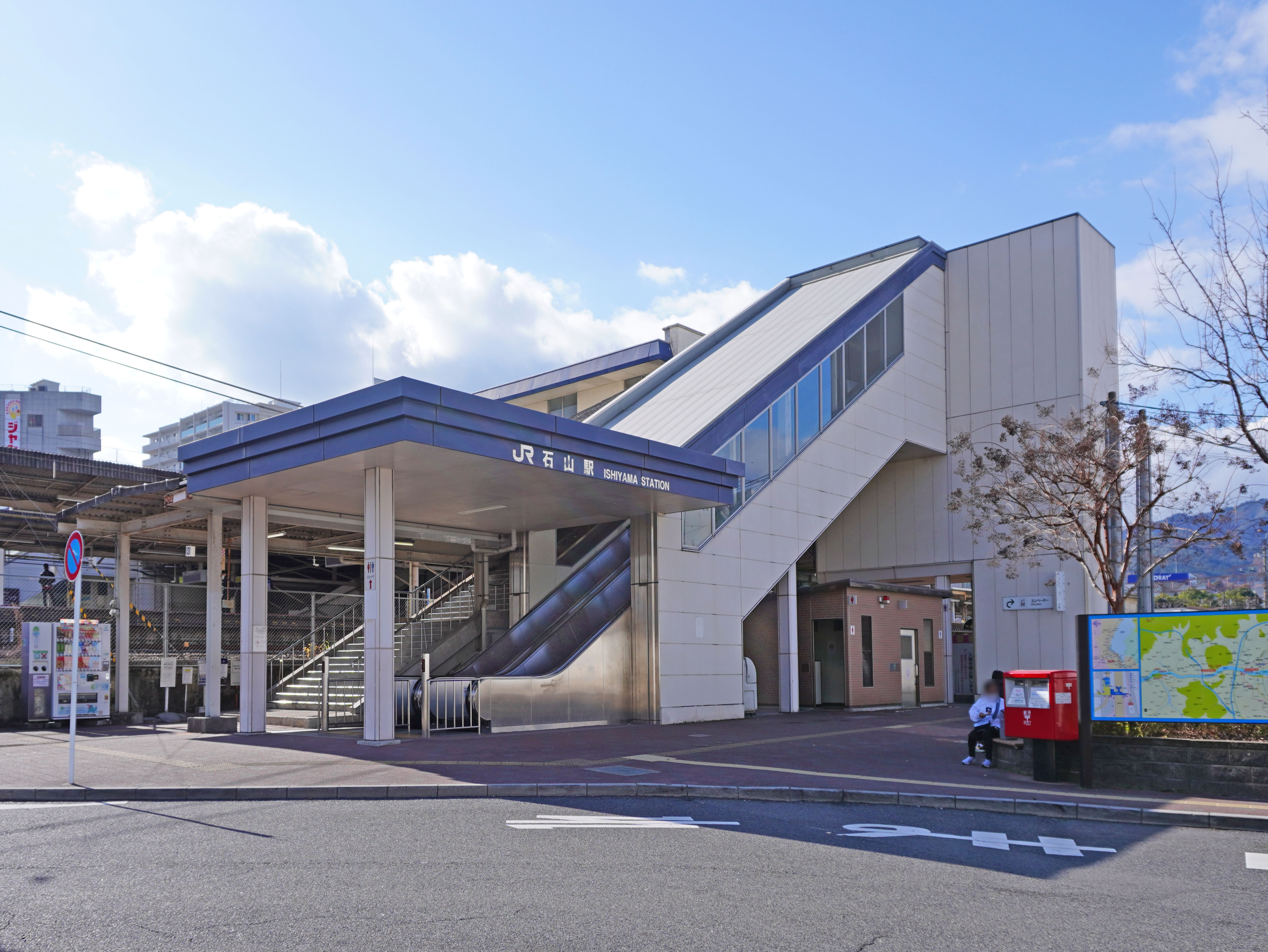
北口（2022年12月）

島式ホーム2面4線に外側待避線を持つ地上駅で橋上駅舎を有している。改札口の横にキヨスク、旧みどりの窓口の横にセブンイレブン石山店がある。改札外部は北口・南口でエレベーターやエスカレーターが設置されている。
直営駅（大津駅の被管理駅）である。自動券売機（定期券の購入が可能）、みどりの券売機、みどりの券売機プラスが設置されている。また、ICOCA利用可能駅であり、ICOCAの相互利用対象カードも利用可能。

#### のりば
| のりば | 路線     | 方向 | 線路   | 行先           | 備考     |
| ------ | -------- | ---- | ------ | -------------- | -------- |
| 1      | 琵琶湖線 | 下り | 外側線 | 京都・大阪方面 | 一部列車 |
| 2      | 琵琶湖線 | 下り | 内側線 | 京都・大阪方面 |          |
| 3      | 琵琶湖線 | 上り | 内側線 | 草津・米原方面 |          |
| 4      | 琵琶湖線 | 上り | 外側線 | 草津・米原方面 | 一部列車 |

- 上表の路線名は旅客案内上の名称（愛称）で記載している。

運転取り扱い上の呼称
- 1番線（ホームなし、下り外側待避線）
- 2番線（1番のりば、下り外側線本線）
- 3番線（2番のりば、下り内側線）
- 4番線（3番のりば、上り内側線）
- 5番線（4番のりば、上り外側線本線）
- 6番線（ホームなし、上り外側待避線）

付記事項
- ホームの有効長は260 mで、現行は12両に対応しているが将来的に16両まで対応できるよう想定されている[11]。
- 待避線（有効長600 m）を有する[11]。しかし、駅付近には「外側線→待避線」（逆方向もある）以外の渡り線が設けられていない。
- 上下線のホームでエレベーター・エスカレーターが設置されている[25]。

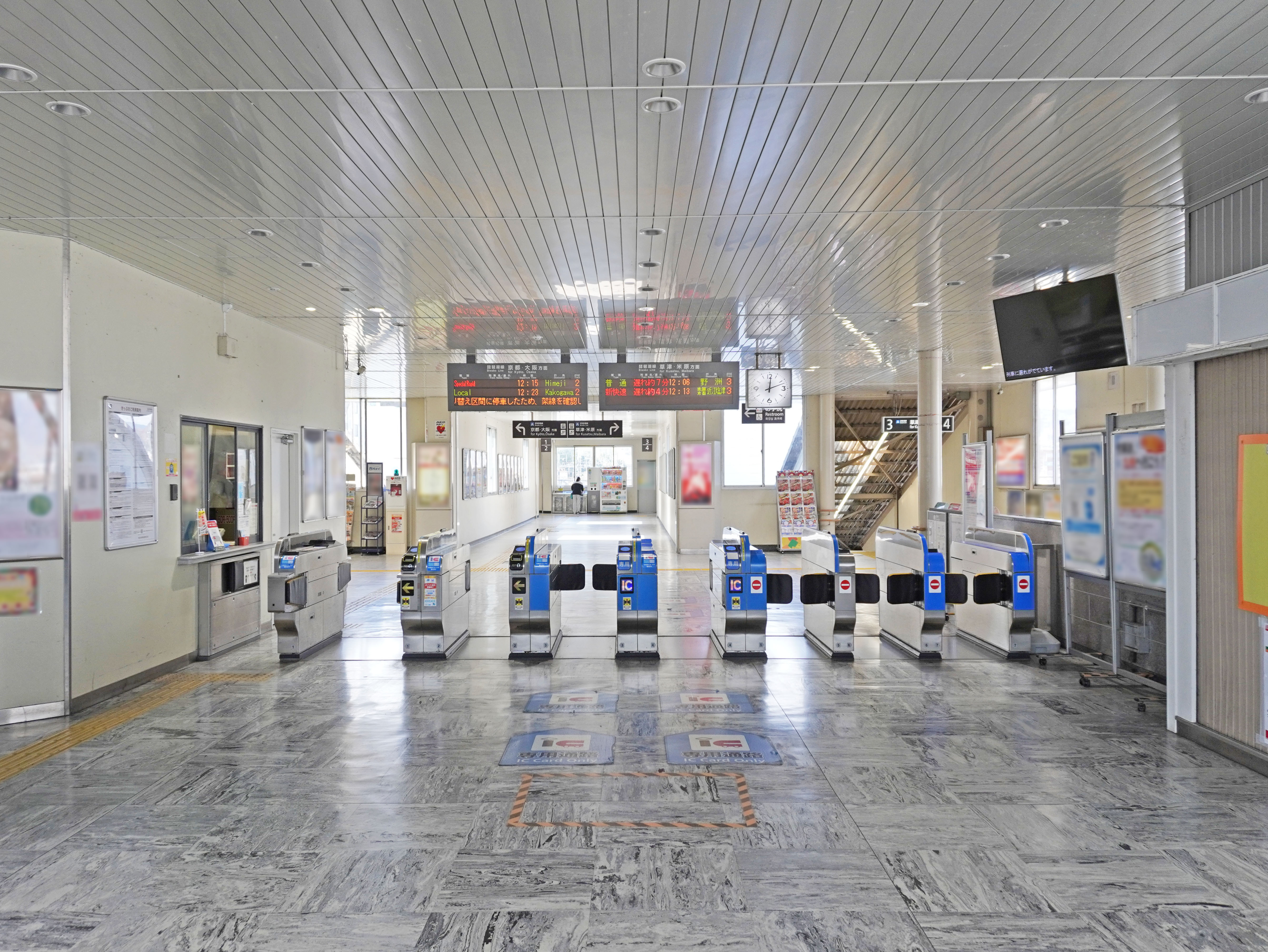
改札口（2022年12月）
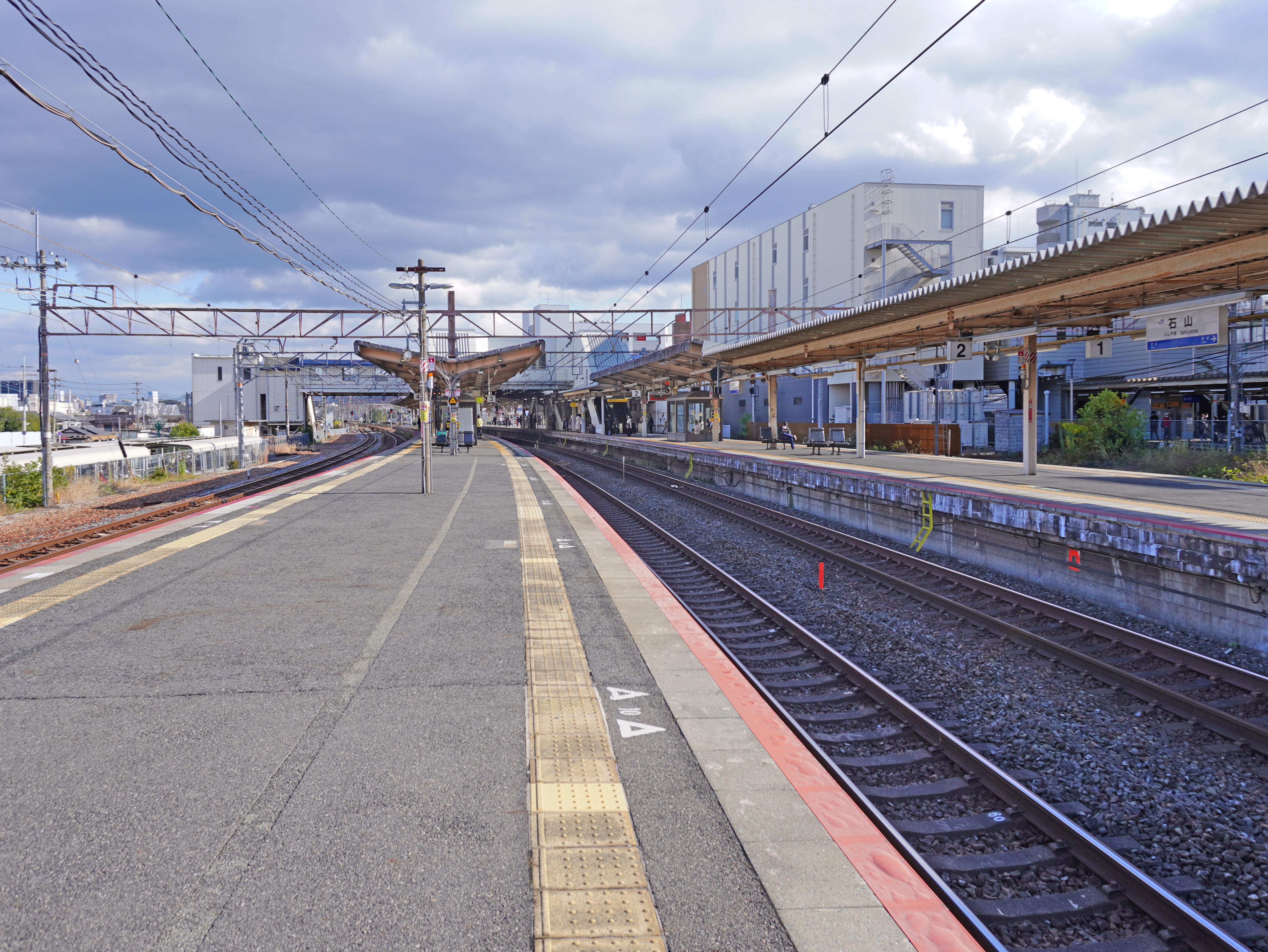
ホーム（2022年12月）

#### ダイヤ
日中時間帯は1時間に7本（新快速が3本、普通（大阪方面行きは高槻駅から快速）が4本）が停車する。朝夕のラッシュ時は草津線へ直通する普通も運行されるため、本数がやや多くなる（夕方はラッシュ前から草津線に直通する列車の設定がある）。

#### 貨物の取り扱い

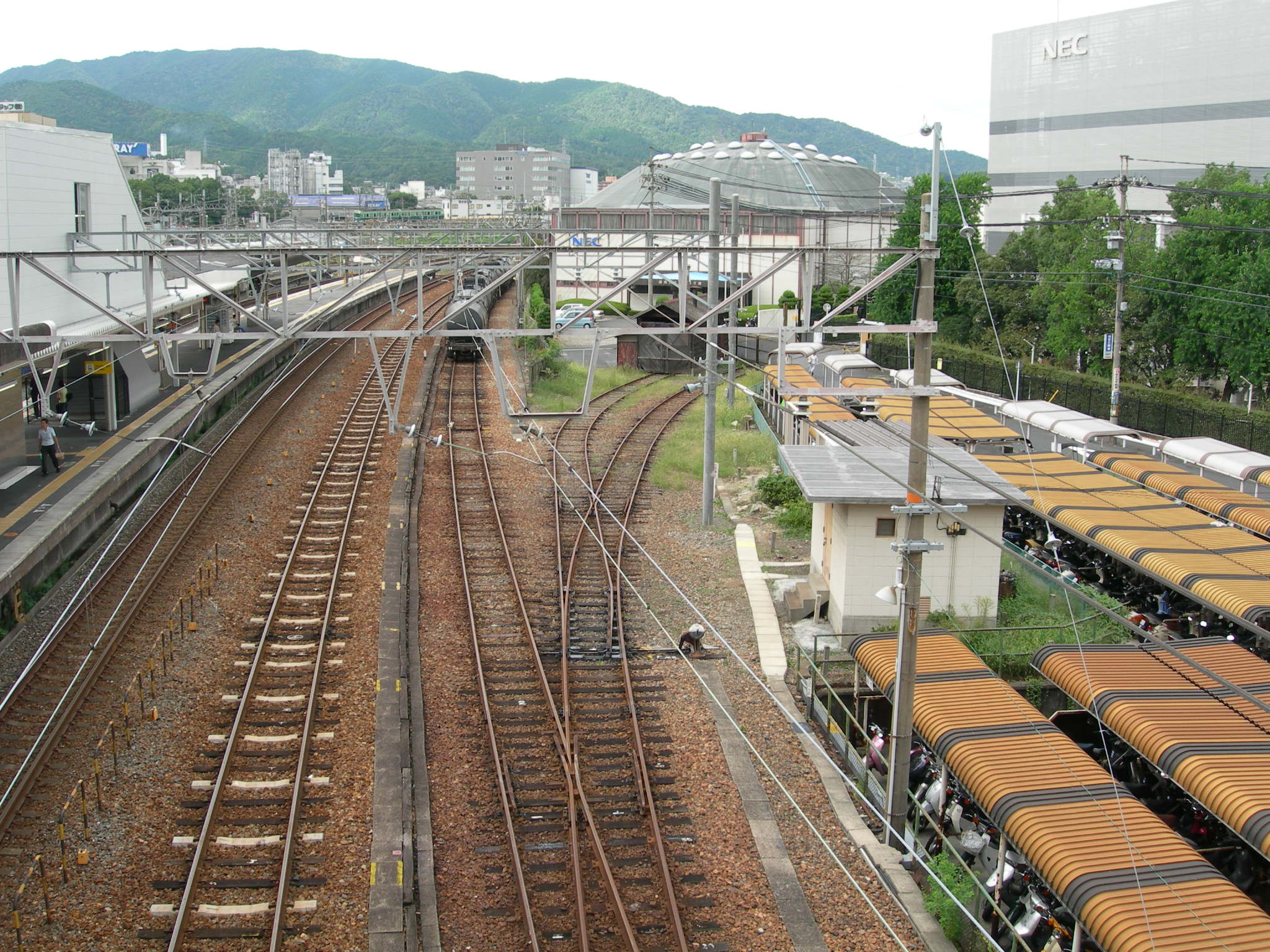
石山駅の上り線側から関西日本電気へ分岐する専用線（2005年）

2007年まで専用線発着の車扱貨物を取り扱っており、貨物列車の設定があった。現在は臨時車扱貨物のみを取り扱っており、貨物列車の発着は無い。
駅北側にある日本電気硝子大津事業所へ関西日本電気が保有する専用線が上り線側から分岐し、石油輸送を行っていた。そのため塩浜駅 - 当駅間に石油輸送貨物列車が運行されていた。
駅南側にある東レ滋賀事業場へ専用線が下り線側から分岐し、石油輸送を行っていた。災害時など公共性の面があるため権利だけは残っている。しかし、線路は2009年7月頃にすべて撤去されており、国道1号との平面交差の踏切のレールも外され溝は埋められ、専用線の路盤のみ残存している。なお、京都鉄道博物館で静態保存されている1801号機（鉄道記念物）は、1964年に国鉄に寄贈されるまではこの専用線での入換作業で使用されていた。

### 京阪電気鉄道（京阪石山駅）
島式ホーム1面2線を持つ橋上駅。駅舎とホームを結ぶエレベーターも設置されているが、ホームの幅は狭い。改札口は1ヶ所のみで、自動改札化されている（ただし、スルッとKANSAI共通磁気カードには対応しておらず、企画乗車券を通すこともできない）が、早朝と深夜は無人となる。

#### のりば
| のりば | 路線        | 方向 | 行先                           |
| ------ | ----------- | ---- | ------------------------------ |
| 1      | ▼石山坂本線 | 下り | びわ湖浜大津・坂本比叡山口方面 |
| 2      | ▼石山坂本線 | 上り | 石山寺方面                     |

- ホーム有効長は2両。のりば番号は2018年3月のダイヤ改正の際に設定された。

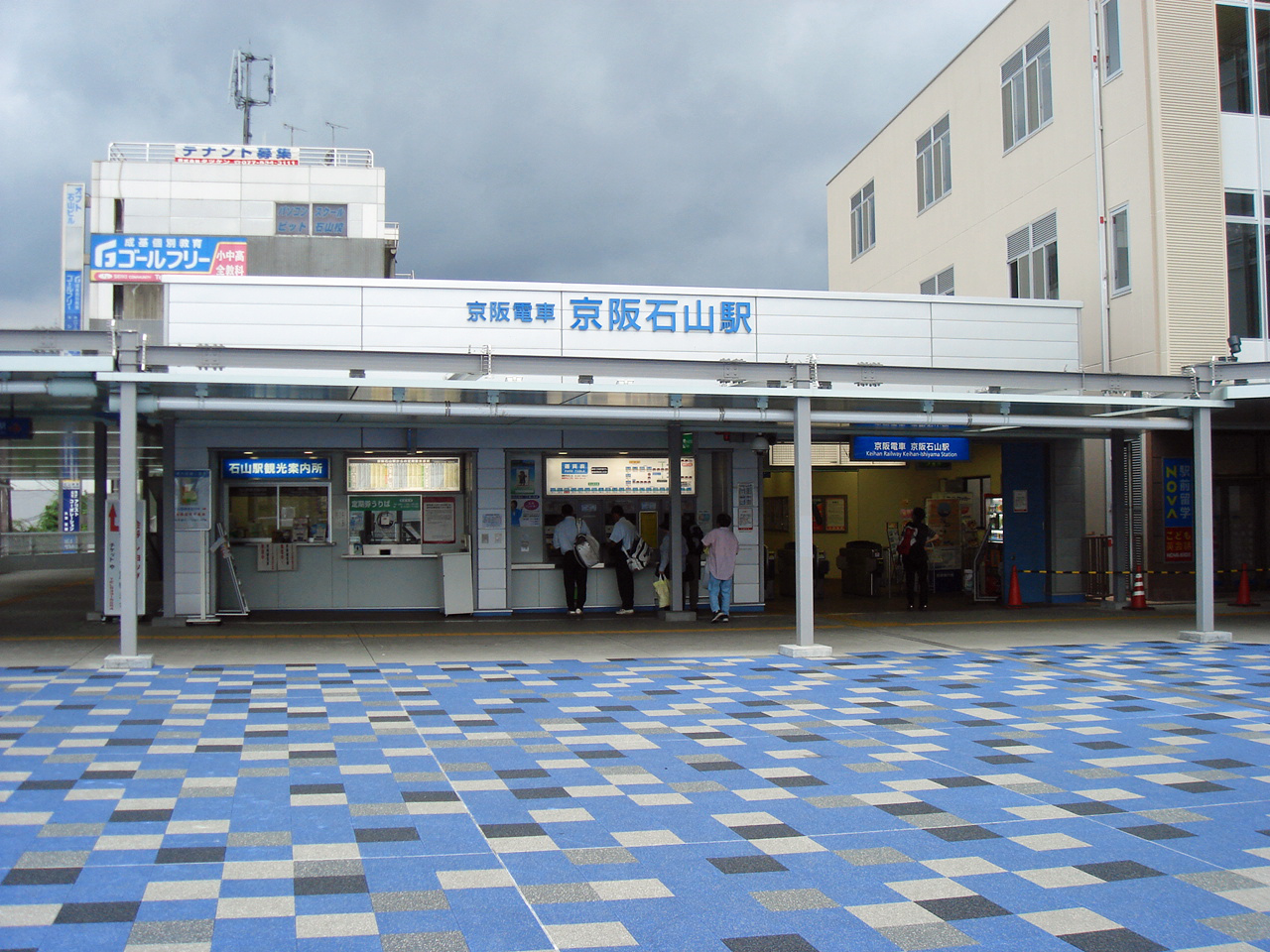
駅舎（2006年7月）
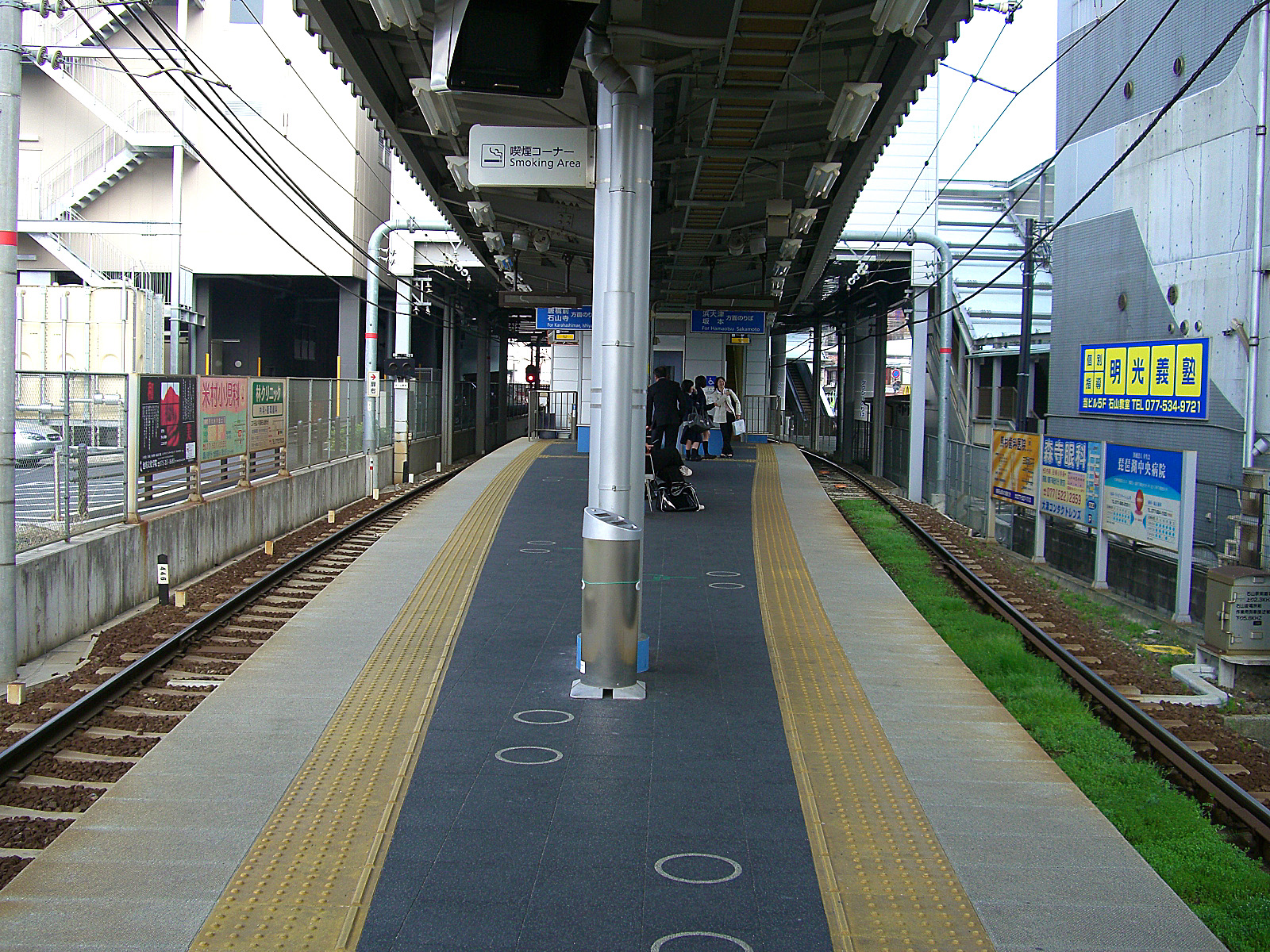
ホーム（2007年4月）
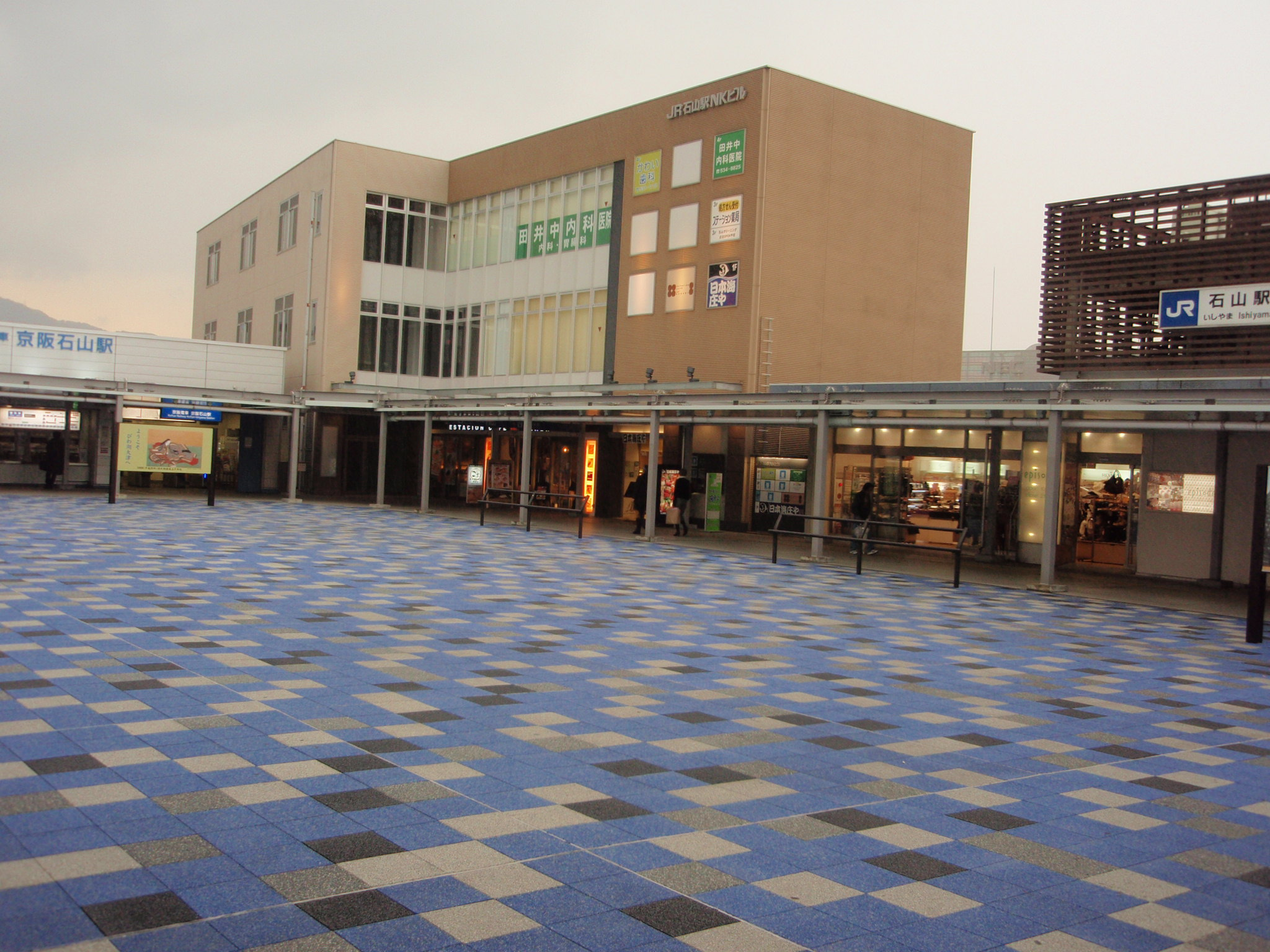
南口デッキ（2008年11月）

## 利用状況
- JR西日本 - 2023年度の1日平均乗車人員は20,684人である。1日当たりの利用者数では41,368人[統計 1]。滋賀県内の駅では草津駅、南草津駅に次ぐ第3位で、JR西日本全体の駅では第45位である[30]。また、大津市内にある駅では最も多い。
- 京阪電気鉄道 - 2023年度の乗降人員は6,359人である。大津線系統では最多。

滋賀県統計書によると、近年の1日平均乗車人員推移は下表のとおりである。
| 年度               | 1日平均 乗車人員 | 出典        |
| ------------------ | ---------------- | ----------- |
| 1992年（平成04年） | 23,456           | [ 統計 2 ]  |
| 1993年（平成05年） | 23,992           | [ 統計 3 ]  |
| 1994年（平成06年） | 24,192           | [ 統計 4 ]  |
| 1995年（平成07年） | 24,851           | [ 統計 5 ]  |
| 1996年（平成08年） | 25,081           | [ 統計 6 ]  |
| 1997年（平成09年） | 24,758           | [ 統計 7 ]  |
| 1998年（平成10年） | 24,322           | [ 統計 8 ]  |
| 1999年（平成11年） | 23,764           | [ 統計 9 ]  |
| 2000年（平成12年） | 23,623           | [ 統計 10 ] |
| 2001年（平成13年） | 23,438           | [ 統計 11 ] |
| 2002年（平成14年） | 23,043           | [ 統計 12 ] |
| 2003年（平成15年） | 23,039           | [ 統計 13 ] |
| 2004年（平成16年） | 22,949           | [ 統計 14 ] |
| 2005年（平成17年） | 23,320           | [ 統計 15 ] |
| 2006年（平成18年） | 23,677           | [ 統計 16 ] |
| 2007年（平成19年） | 24,098           | [ 統計 17 ] |
| 2008年（平成20年） | 24,412           | [ 統計 18 ] |
| 2009年（平成21年） | 23,977           | [ 統計 19 ] |
| 2010年（平成22年） | 24,156           | [ 統計 20 ] |
| 2011年（平成23年） | 24,475           | [ 統計 21 ] |
| 2012年（平成24年） | 24,722           | [ 統計 22 ] |
| 2013年（平成25年） | 25,004           | [ 統計 23 ] |
| 2014年（平成26年） | 24,285           | [ 統計 24 ] |
| 2015年（平成27年） | 24,596           | [ 統計 25 ] |
| 2016年（平成28年） | 24,429           | [ 統計 26 ] |
| 2017年（平成29年） | 24,413           | [ 統計 27 ] |
| 2018年（平成30年） | 24,223           | [ 統計 28 ] |
| 2019年（令和元年） | 24,103           | [ 統計 29 ] |
| 2020年（令和02年） | 19,236           | [ 統計 30 ] |
| 2021年（令和03年） | 18,953           | [ 統計 31 ] |
| 2022年（令和04年） | 19,940           | [ 統計 32 ] |

## 駅周辺

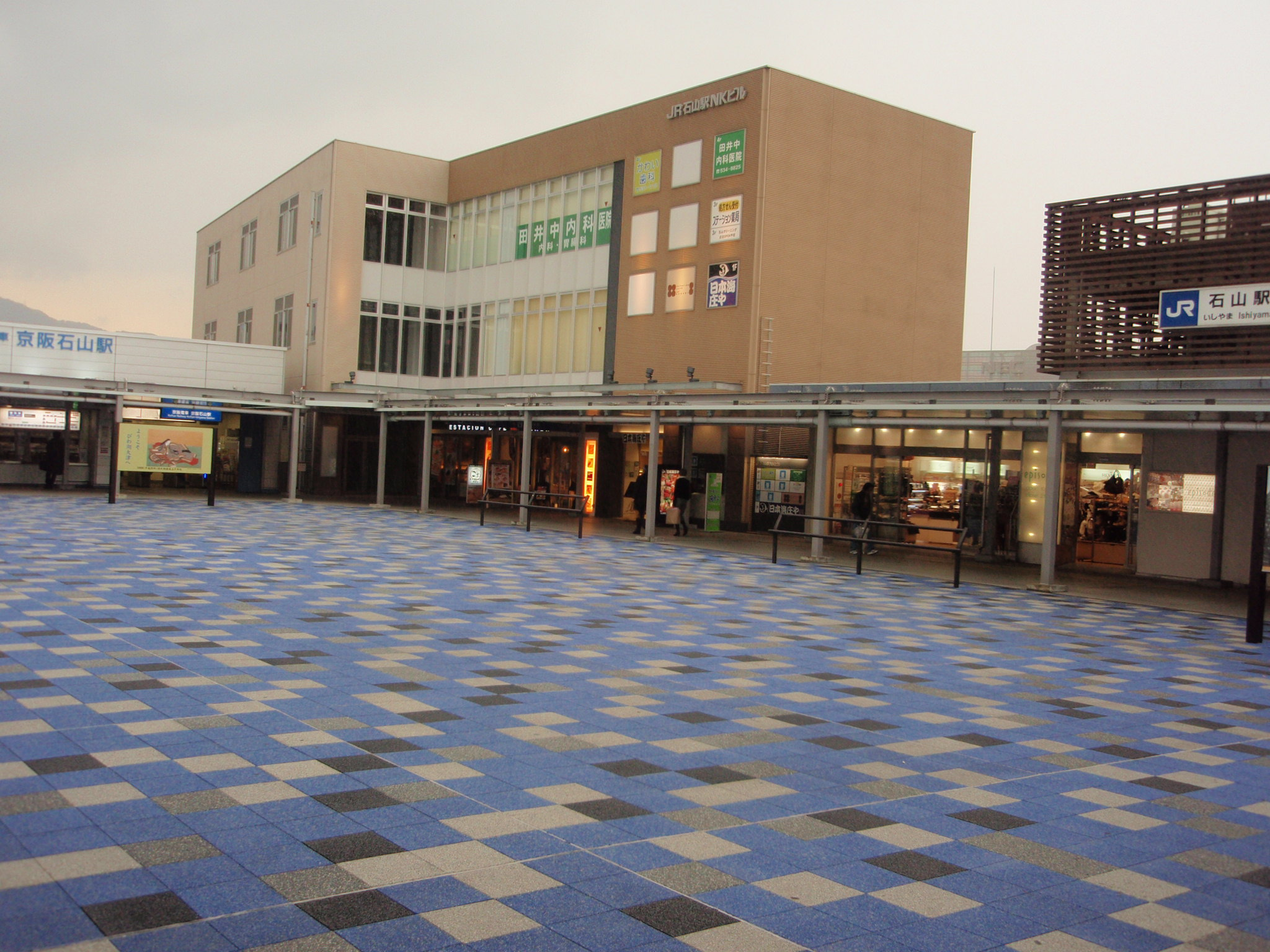
南口デッキ（2008年11月）

駅南口が表玄関となっており、当駅から国道1号にかけて市街地が形成されている。駅北口側は工場が多いが、住宅地もある。東レ滋賀事業場は駅南側にあり、同工場は当駅から約1 km南を通る東海道新幹線のすぐ手前まで大きく広がる。

### 北口
2021年（令和3年）にルネサスエレクトロニクス滋賀工場跡地の内、約6万平方メートルをアーク不動産が購入し開発を進めている。造成工事は2025年（令和7年）度の完了を目指している。
その内の4万7,800平方メートルの敷地に10階建てマンション3棟（約1千戸分）を建設し、商業施設も併設する計画である。このマンションの敷地内にはスーパーマーケットや診療所などが入る3階建の商業施設が建設される予定。子育て世帯が大幅に増えることが予想されたため、この商業施設の中に保育所を設置するよう事業主体の1社である京阪電鉄不動産と大津市とで協定を結んだ。この保育所は定員90人ほどを予定しており、2027年（令和9年）4月に開業したいとしている。
- ローム滋賀工場（旧：ローム滋賀[33]）
- 日本精工大津工場
- 大津電機工業
- 坂口興業
- 中村組 本社
- 増田工務店
- 岡本電気 本社・滋賀支社（滋賀営業所）[34]
- 今井兼平の墓[6][35]
- 粟津の晴嵐 - 近江八景の一つ[36]
- 盛越川

### 南口
京阪石山坂本線の駅はこちら側にあり、国道1号はそこから南へ少し離れた所を通る。金融機関の支店もこちら側に集中し、近隣には商店街（石山商店街）もある。かつては西友石山店もあった（閉店時期不明。詳細は過去に存在した西友の店舗#滋賀県を参照）。
- 石山駅前郵便局
- 滋賀銀行石山支店
- 関西みらい銀行石山支店
- 京都信用金庫石山支店
- 平和堂石山
- ラックホテル大津石山
- 晴嵐市民センター
- 清和幼稚園
- 東レ滋賀事業場
- U★STONE（ユーストン） - ライブハウス
- 国道1号
- 東海道
- 滋賀県道104号石山停車場線

## バス路線

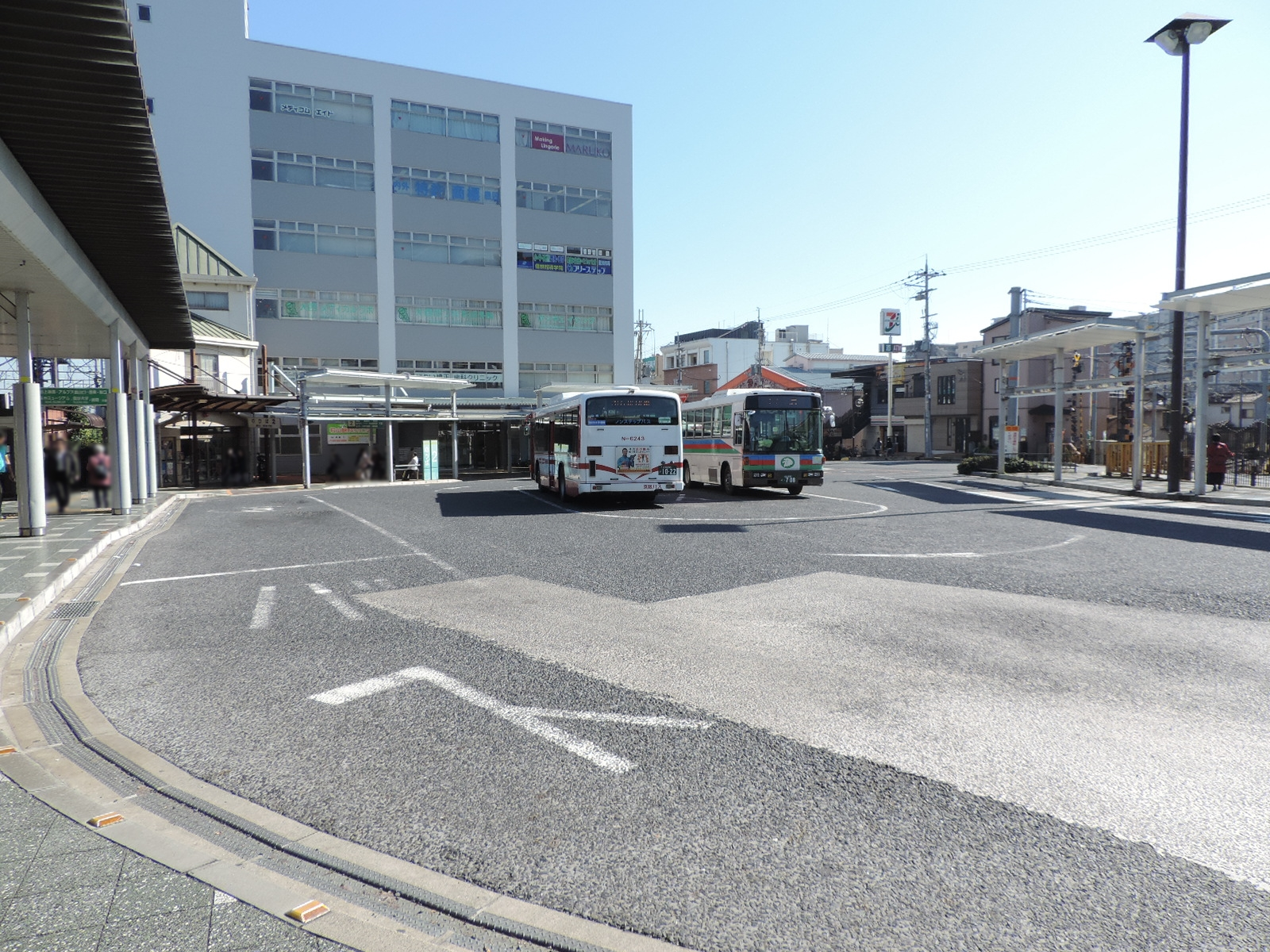
南口バスターミナル（2017年11月）

駅南口にバスターミナルがあり、京阪バス・近江鉄道バス・帝産湖南交通の路線バスが乗り入れる。
| 石山駅 | 石山駅       | 石山駅 | 石山駅 |
| 乗り場 | 運行事業者   | 系統または路線名・行先 | 備考 |
| ------ | ------------ | --- | --- |
| 1      | 京阪バス     | - 1・31・31A：石山団地 - 2：新浜 - 3・3A・3B：国分団地 - 4・54：大石小学校 - 11：大津市民病院 - 14：大津駅 - 30A：大津車庫 - 52：南郷二丁目東 / 新浜 - 55：びわこ池田墓園 - NS：滋賀大学 | - 2：平日深夜に1便のみ運行 - 3：夕方以降に運行 - 3A・31A：朝のみ運行 - 3B：国分団地を基点とする循環系統 - 11・14・30A：平日朝に1便ずつ運行 - 54：平日夕方に運行。本数わずか。 - 55：土曜・日曜・祝日のみ運行。本数わずか。 - NS：直行路線。平日朝1便のみ運行（学休期は運休）                |
| 2      | 近江鉄道バス | - 野郷原線：松陽三丁目 / 瀬田ゴルフ場 - 神領団地線：神領団地 / 瀬田駅 - 国道線：滋賀病院 / 大津市民病院 - 湖岸線：浜大津                                                                 | - 野郷原線：瀬田ゴルフ場行きは朝1便のみ - 神領団地線：瀬田駅行きは平日に4便のみ運行 - 国道線：平日のみ運行（ともに病院玄関前行き） - 湖岸線：平日のみ運行 |
| 3      | 帝産湖南交通 | - 40・50：田上車庫 - 120：石山駅 - 130・140：アルプス登山口 - 150：ミホミュージアム - 210：牧口 - 310：龍谷大学                                                                          | - 50：終点（田上車庫）まで150と同じ経路で運行 - 120：東レ・焼野循環（園山、焼野、観音口、三池方面） - 140：朝から昼前と夕方以降のみ運行（夕方以降：平日のみ運行） - 150：ミホミュージアム休館日は田上車庫止り - 210：宵のうちのみ運行。本数わずか。 - 310：平日と土曜のみ運行。本数わずか。 |

付記事項
- 石山駅を発着するバス
  - かつては信楽駅[注釈 1]、三条大橋（三条京阪）、宇治田原町、京阪宇治駅方面への路線があった。この当時は国鉄バス（現：西日本ジェイアールバス）や京阪宇治交通（現：京都京阪バス）も当駅に乗り入れていた。
- 駅付近にあった停留所
  - かつては国道1号沿いに「石山駅口」停留所があり、草津方面と大津方面を結ぶ長距離路線（例：［水口町役場前 - 浜大津 / 京都駅八条口］を結ぶ、滋賀交通の路線バス）が発着していた[注釈 2]。

## 隣の駅
西日本旅客鉄道（JR西日本）
 琵琶湖線（東海道本線）
- 特急「はるか」「らくラクびわこ」停車駅

■新快速
南草津駅 (JR-A25) - 石山駅 (JR-A27) - 大津駅 (JR-A29)
■普通（京都駅または高槻駅以西は快速となる列車を含む）
瀬田駅 (JR-A26) - 石山駅 (JR-A27) - 膳所駅 (JR-A28)
京阪電気鉄道
▼石山坂本線
唐橋前駅 (OT02) - 京阪石山駅 (OT03) - 粟津駅 (OT04)

### 記事本文